# The History of the Decline and Fall of the Roman Empire

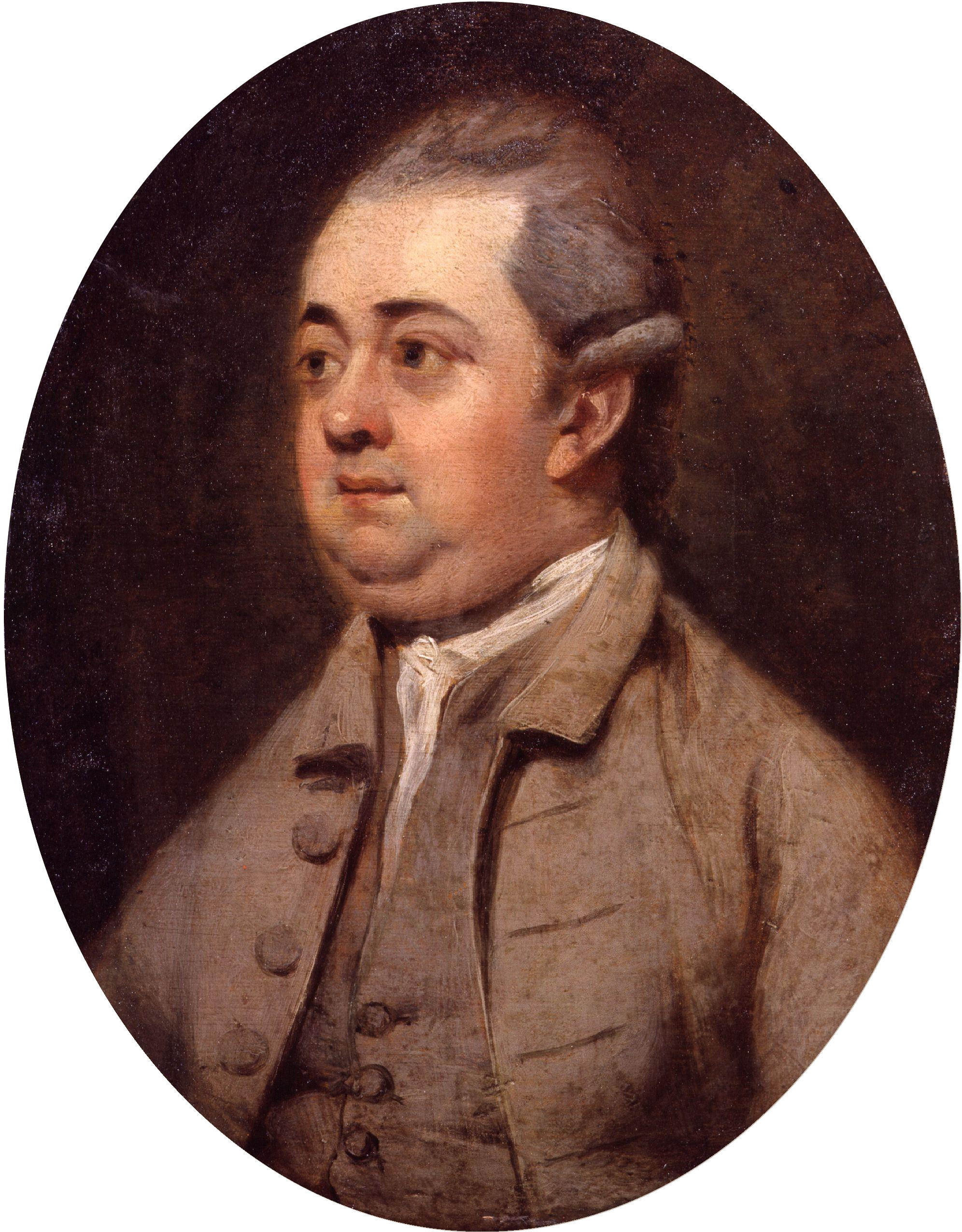
Edward Gibbon

The History of the Decline and Fall of the Roman Empire (deutsch: Verfall und Untergang des Römischen Imperiums) ist ein Geschichtswerk des britischen Historikers Edward Gibbon.

## Inhalt
Das Werk wurde zwischen 1776 und 1789 veröffentlicht und gilt als ein grundlegendes Werk der modernen Geschichtsschreibung. Es behandelt den Untergang des Römischen Reiches im Westen und die nachfolgende byzantinische Geschichte in (ursprünglich) sechs Bänden. Ausgehend von der Zeit Mark Aurels wird anschließend die Zeit der Reichskrise des 3. Jahrhunderts und die Spätantike behandelt. Daran schließt eine Darstellung der byzantinischen Zeit an. Das Werk endet mit dem Fall Konstantinopels 1453.

## Rezeption
Die im Werk enthaltenen Bewertungen entsprechen vielfach nicht mehr den Erkenntnissen der modernen Forschung, weshalb es inhaltlich in weiten Teilen überholt ist. So neigte Gibbon noch dazu, nicht nach der Tendenz seiner Quellen zu fragen, sondern ihre Aussagen und Wertungen oftmals unkritisch zu übernehmen. Dennoch hat gerade die Thematik, die hohe literarische Qualität und die für die damalige Zeit beeindruckend intensive Bearbeitung der Quellen dafür gesorgt, dass Gibbons Werk mit seiner kraftvollen, oft sehr persönlichen Darstellung bis heute als Klassiker gilt. 
Noch zu Lebzeiten wurde das Werk sehr kontrovers diskutiert, besonders hinsichtlich Gibbons Ausführungen zum Christentum. Diesem gab er eine Mitschuld am Untergang des Reiches, da es Kräfte und Mittel gebunden habe, die dem Reich dann gefehlt hätten, und warf vor allem der sich formierenden spätantiken Reichskirche zunehmende Intoleranz vor. Diese und andere Ausführungen waren vollkommen neu und schockierten mehrere zeitgenössische Leser. Gibbon betrachtete aber durchaus nicht alle christlichen Persönlichkeiten negativ, und er beurteilte die Politik des letzten paganen Kaisers Julian als falsch, da nach Gibbons Ansicht jeder Versuch, die bereits fortgeschrittene Christianisierung rückgängig zu machen, nur noch Schaden angerichtet hätte. Aufgrund mehrerer Anfeindungen sah sich Gibbon gezwungen, seine diesbezüglichen Ausführungen zu verteidigen. In der neueren Forschung werden auch Gibbons Ausführungen zum Untergang des Imperiums im Westen durchaus kritisch betrachtet; es wird vielmehr für eine differenziertere Betrachtung der Ursachen für den Untergang des weströmischen Reiches (denn Ostrom/Byzanz, das Gibbon eher gering schätzte, bestand noch fast 1000 Jahre fort) eingetreten. Wenig bekannt ist dabei, dass Gibbon selbst nach der Fertigstellung und Publikation des Werkes unter dem Eindruck der Französischen Revolution zu der Ansicht gelangte, weder das Christentum noch germanische Angreifer seien für den Untergang Westroms verantwortlich gewesen, sondern Bürgerkriege. Er äußerte dies in mehreren Briefen und widersprach damit seiner eigenen These.
Gibbon hat stärker als zuvor die Quellen herangezogen, was die zahlreichen Anmerkungen belegen, und hinterfragt, wenngleich hier nach modernen Maßstäben dennoch erhebliche Defizite festzustellen sind. Er hat außerdem als erster Gelehrter die Spätantike wissenschaftlich erschlossen, was ein bleibendes Verdienst seiner monumentalen Darstellung ist, auf die sich noch heute moderne Forscher beziehen, wenngleich sie andere Deutungen vornehmen und das spätantike Reich nicht mehr als Militärdespotie betrachten. Die materialreiche Darstellung erklärt, neben der literarisch gelungenen Schilderung, das noch heute vorhandene Interesse an seinem Werk. Gibbon selbst wird denn auch gelegentlich als der erste moderne Historiker bezeichnet, wenigstens bezogen auf das Römische Reich.

## Ausgaben
- The History of the Decline and the Fall of the Roman Empire, London, 1. Bd. 1776/1789, 2.–3. Bd. 1781, 4.–6. Bd. 1788.
(Originalausgabe)
  - A New Edition in Twelve Volumes, 1827 (doi:10.3931/e-rara-29258)
- The History of the Decline and the Fall of the Roman Empire, hrsg. v. John B. Bury, 7 Bde., London 1896–1900.
(Ausgabe mit zahlreichen Anmerkungen von Bury, die allerdings nicht mehr den Stand der Forschung widerspiegeln; hier online)
- The History of the Decline and Fall of the Roman Empire, hrsg. v. David Womersley, 3 Bde., Penguin Verlag, New York 1994.
(Jetzt maßgebliche englische Ausgabe mit Einleitung und Kommentar; enthält in Bd. 3 Gibbons Vindication.)
- Verfall und Untergang des römischen Imperiums. Bis zum Ende des Reiches im Westen, aus dem Englischen übersetzt von Michael Walter und Walter Kumpmann, mit einer Einführung von Wilfried Nippel, 6 Bde., dtv, München 2003, ISBN 3-423-59062-9.
(neue deutsche Übersetzung, wobei nur die Kapitel bis zum Jahr 476 enthalten sind; mit einer umfassenden fachlichen Einführung zum Leben und Werk Gibbons in Band 6, S. 7–114)
  - Digitale Fassung: Directmedia, Berlin 2007 (Digitale Bibliothek, Band 161) ISBN 978-3-89853-561-8
- Verfall und Untergang des römischen Imperiums. Aus dem Englischen von Michael Walter. Mit einer Einführung von Klaus Bringmann. 2 Bde. WBG, Darmstadt 2016.
(auf der Grundlage der Ausgabe von Bury und ebenfalls nur bis zum Untergang des Westreichs reichend)